# Efectos del temporal del norte de Chile de 2015 en Atacama

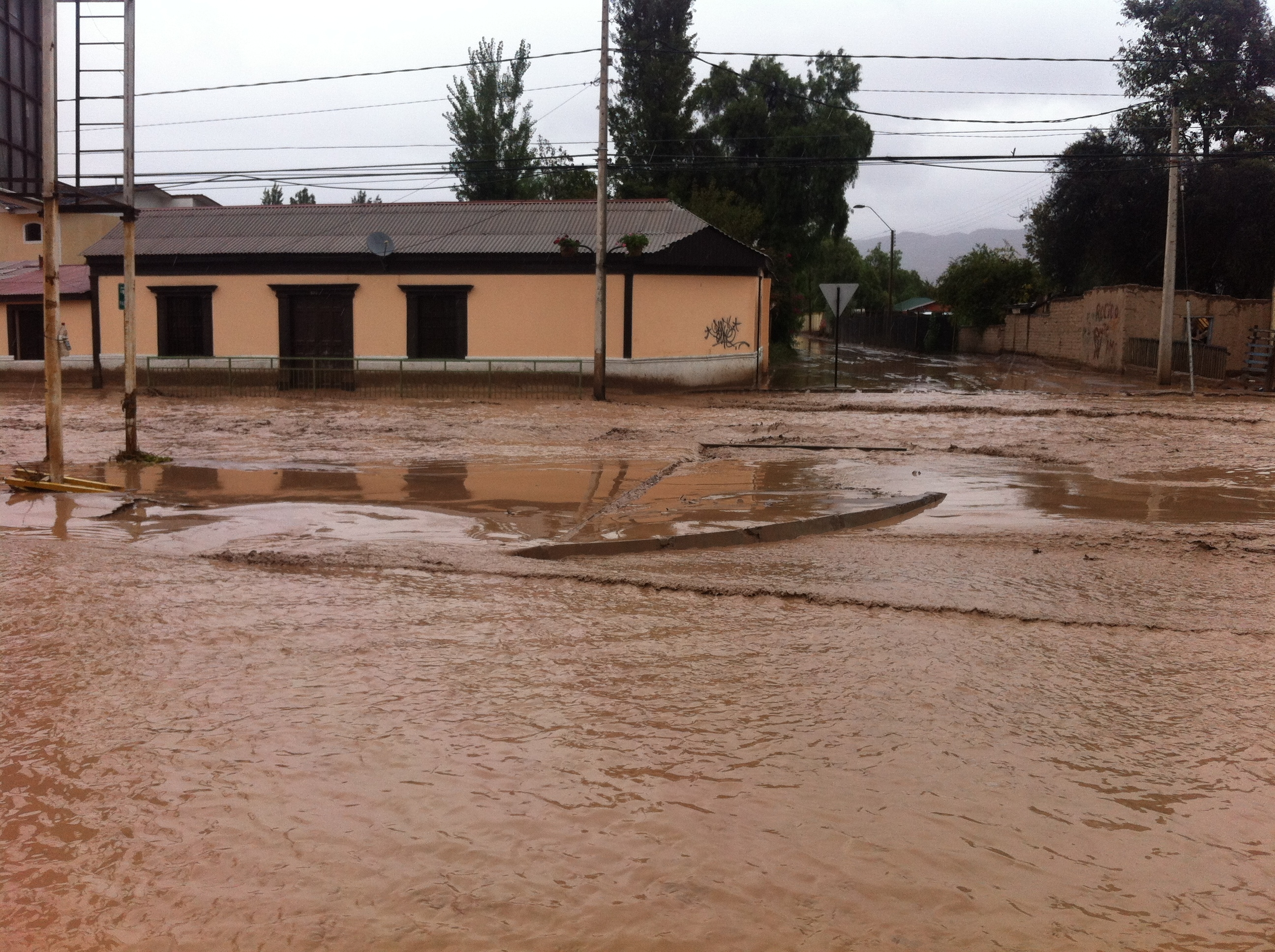
Una calle de Copiapó inundada por el desborde del río del mismo nombre (25 de marzo de 2015).

El Temporal del norte de Chile de 2015, un inusual evento meteorológico de gran concentración de precipitaciones —producto de un núcleo frío registrado durante los días 24 y 25 de marzo de 2015 en las regiones de Antofagasta, Atacama y Coquimbo— provocó en la Tercera Región de Atacama fuertes precipitaciones en un corto período de tiempo, con la consecuente crecida y desborde de los ríos Copiapó y El Salado, deslizamientos de tierra, 22 personas fallecidas —de los 25 que en total han fallecido en la catástrofe— y decenas de desaparecidos, aisladas por cortes de rutas, más de 28 000 damnificados; viviendas destruidas y cortes de energía eléctrica y de fibra óptica. La presidenta Michelle Bachelet declaró inicialmente zona de catástrofe y el 25 de marzo estado de excepción constitucional en toda la región de Atacama, por lo que las Fuerzas Armadas tomaron el control de la zona. El fenómeno meteorológico fue calificado por el gobierno como «el mayor desastre pluviométrico en 80 años».

## Origen del temporal
Las fuertes lluvias que han afectado entre el 24 y 26 de marzo a la región de Atacama tiene su origen en un núcleo frío. Éstos «tienen la característica de girar en torno a su eje y moverse para luego volver a su posición original, que es lo que ocurrió».
El Jefe de la Dirección Meteorológica de Chile, Jaime Leyton, explicó que el fenómeno «no es similar a un sistema frontal de una trayectoria definida, que tiene una hora de inicio y una hora de término calculable. En este caso la distribución de la nubosidad y la precipitación (lluvias) es irregular en el espacio y el tiempo, por lo tanto, se define una zona de impacto, pero es imposible identificar el sector exacto donde se va a manifestar con mayor intensidad». Asimismo, Leyton informó que en este caso el fenómeno «no tiene una trayectoria de movimiento, sino que circula en torno a un punto y va generando a distintas horas un impacto mayor en cobertura espacial geográfica, de lo que suele ocurrir habitualmente. Por lo tanto, es un evento raro, infrecuente para la época del año, para la intensidad, y para la cobertura. Es comparable a un trompo que no se sabe donde va a caer, que no se sabe hacia qué lado rematará su caída».

## Primeras reacciones

### Declaración de estado de excepción constitucional

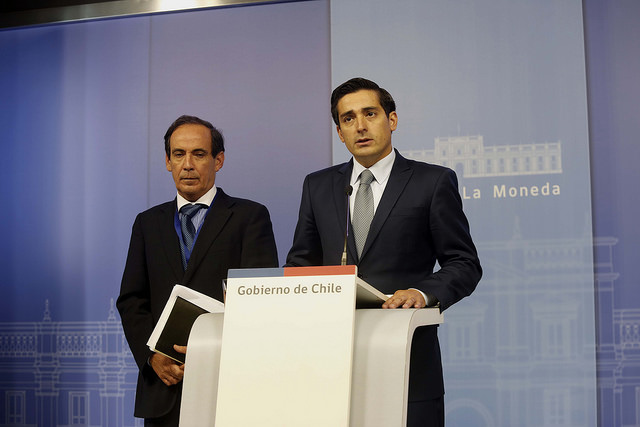
El ministro del interior Rodrigo Peñailillo informando a la ciudadanía el decreto de Estado de excepción constitucional en Atacama.

El 25 de marzo el Ministro del Interior Rodrigo Peñailillo anunció a la opinión pública que la presidenta Bachelet decretó Estado de Excepción Constitucional de Catástrofe para la III Región de Atacama, lo que significa que las Fuerzas Armadas toman el control del orden público y del resguardo de la Región de Atacama.
El artículo 41 de la Constitución dispone que el estado de catástrofe lo puede declarar el Presidente de la República en caso de una calamidad pública, determinando la zona afectada por la misma. El presidente está obligado a informar al Congreso Nacional de las medidas adoptadas en virtud del estado de catástrofe. El Congreso Nacional puede dejar sin efecto la declaración transcurridos ciento ochenta días desde esta si las razones que la motivaron hubieran cesado en forma absoluta. Con todo, el presidente de la República sólo puede declarar el estado de catástrofe por un período superior a un año con acuerdo del Congreso Nacional. Declarado el estado de catástrofe, las zonas respectivas quedan bajo la dependencia inmediata del Jefe de la Defensa Nacional que designe el presidente, quien asume la dirección y supervigilancia de su jurisdicción con las atribuciones y deberes que la ley señala.

### Arribo de la presidenta a la región
La presidenta Michelle Bachelet llegó el 26 de marzo cerca de las diez de la noche hora local a Copiapó y recorrió la zona de la tragedia. Visitó asimismo los albergues y encabezó una reunión en la Intendencia de Atacama junto con autoridades locales.

### Alzas de precios en bienes de primera necesidad
Vecinos de las zonas afectadas denunciaron a la prensa y a las autoridades que algunos comerciantes subieron desmesuradamente los precios de bienes de primera necesidad en una situación de emergencia como la que se vive en la región, tales como agua, alimentos y combustible, a quienes tildaron de «aprovechadores» frente a una catástrofe. La autoridad en la materia, el Servicio Nacional del Consumidor, por su parte, enfatizó que el gobierno fiscalizará y perseguirá a quienes se aprovechen de la situación de emergencia y especulen con los precios de productos de primera necesidad para la población.
La normativa aplicable al alza especulativa de los valores de los bienes de primera necesidad es la Ley N.º 16 282, publicada en el Diario Oficial en 1965. La norma establece que los comerciantes que vendan alimentos, vestuarios, herramientas, materiales de construcción, productos, medicamentos y artículos farmacéuticos de uso en medicina humana y veterinaria, menaje de casa, combustibles, jabón y bienes que sirvan para el alhajamiento o guarnecimiento de una morada, a precios superiores a los oficiales o con engaño en la calidad, peso o medida, o los que los acaparen, oculten, destruyan o eliminen del mercado, sufrirán la pena de presidio menor en sus grados mínimo a medio, es decir, de 61 días a 5 años de cárcel.

### Intentos de saqueos
Una vez que se declaró Estado de Excepción, las Fuerzas Armadas tomaron el control en la zona, decretando un toque de queda que inicialmente comenzó a la medianoche. No obstante, en la jornada del 26 de marzo el horario se adelantó y la prohibición de circular por la ciudad comenzó a las once de la noche, a causa del riesgo de saqueos y robos. Al efecto, un contingente de militares se encargó de resguardar sedes de comercio, como supermercados y centros comerciales que podrían haber sido saqueados durante la noche. Por su parte, el alcalde de Diego de Almagro denunció saqueos en tres supermercados de su comuna, que justificó por la falta de bienes básicos.

### Arribo de las Fuerzas Armadas a la zona

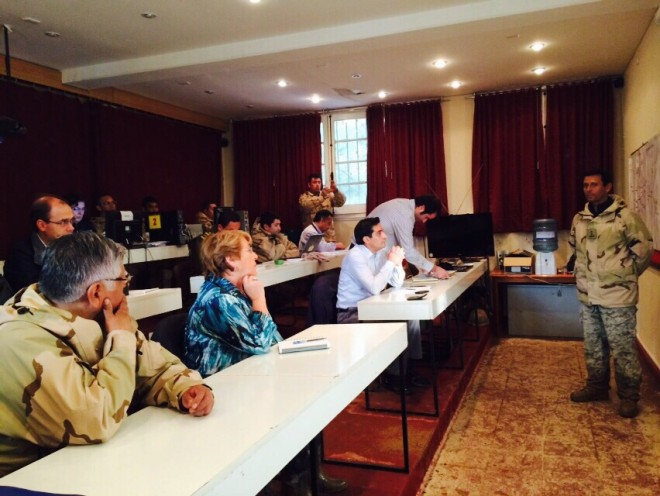
La presidenta Michelle Bachelet y el subsecretario Gabriel Gaspar en una reunión con el Ejército por el temporal de Atacama.

El gobierno decretó Estado de excepción constitucional en la región, razón por la cual unos mil militares se hicieron cargo del resguardo del orden público y de las tareas de ayuda de las áreas damnificadas. Marcelo Urrutia, Teniente coronel del Ejército de Chile fue nombrado por la presidenta de la República como autoridad a cargo de la región de Atacama.

### Rescate de damnificados
El 27 de marzo las condiciones del río El Salado propiciaron el rescate de los habitantes en Chañaral. Acompañados de efectivos de la Infantería de marina, se logró conectar a la localidad que quedó dividida luego de que el río se desbordara. La baja de la corriente permitió unir y facilitar el regreso de muchos habitantes que quedaron aislados, incluso alejados de sus familias tras la irrupción del caudal en Chañaral.

### Formación de albergues
Al día siguiente de las precipitaciones se formaron los primeros albergues para atender provisionalmente a los damnificados.
|    | Albergue                        | Ubicación                                        |
| -- | ------------------------------- | ------------------------------------------------ |
| 1  | Escuela Hernán Márquez Huerta   | Nueva Prat S/N                                   |
| 2  | Escuela Abraham Sepúlveda       | Juan Martínez 351                                |
| 3  | Escuela Fundición Paipote       | Fundición Paipote S/N                            |
| 4  | Escuela Bernardo O’Higgins      | Portales 599                                     |
| 5  | Escuela Manuel Rodríguez        | Aurora de Chile 2951, población Manuel Rodríguez |
| 6  | Escuela El Chañar               | Av. El Chañar s/n, esquina Colo-Colo             |
| 7  | Escuela San Pedro               | San Pedro S/N                                    |
| 8  | Liceo El Palomar                | comuna de Copiapó                                |
| 9  | Escuela Vicente Sepúlveda       | comuna de Copiapó                                |
| 10 | Escuela Fundición               | comuna de Copiapó                                |
| 11 | Junta de Vecinos Piedra Colgada | comuna de Copiapó                                |
| 12 | Sector Aeropuerto               | comuna de Chañaral                               |
| 13 | Liceo Federico Varela           | comuna de Chañaral                               |

## Envíos de ayuda
El Gobierno habilitó dos cuentas bancarias para ir en ayuda de los damnificados por la tragedia en el norte del país. Se trata de la cuenta corriente Chile Ayuda a Chile número 4545, para hacer aportes en pesos chilenos, y la cuenta corriente número 108029501 para depósitos en dólares. Ambas asociadas al rut del Ministerio del Interior. Por su parte, el buque «Sargento Aldea» de la Armada de Chile acudió a la zona de la catástrofe, nave que está implementada con camas, dos salas de operaciones, clínica dental, sala de rayos X, laboratorio y sala para quemados. Asimismo, el Gobierno federal de los Estados Unidos anunció la entrega de 100 mil dólares en asistencia para los esfuerzos de ayuda inmediata a través de abastecimientos de emergencia tales como camas, colchones, frazadas y materiales de aseo para  desinfectar  los hogares que han sido afectados por la inundación. La entrega se hace a través de la Oficina de Ayuda a Desastres en el Extranjero de la Agencia de los EE. UU. para el Desarrollo Internacional (USAID/OFDA).

## Labores de limpieza y reconstrucción

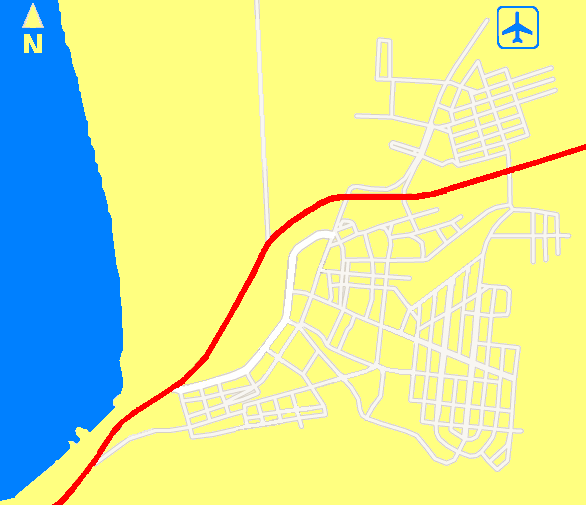
Plano de la ciudad de Chañaral. El sector norte de la ciudad, en la parte superior de la ruta 5 (en color rojo), quedó aislado por dos días, por el desborde del río El Salado.

El Ministerio de Salud decretó alerta sanitaria en todos los lugares afectados por las fuertes precipitaciones. La Seremi de Salud de Atacama, Brunilda González explicó que la alerta sanitaria es con respecto al material particulado y líquido que pudiera contaminar la zona, proveniente de las mineras que se encuentran en el lugar. La principal preocupación es evitar enfermedades respiratorias y gastrointestinales, por lo tanto la recomendación es a no exponerse a salir a la calle para evitar respirar material particulado que se pueda levantar.
Por su parte, el ministro de Obras Públicas, Alberto Undurraga señaló que las labores de limpieza va a tomar mucho tiempo, aunque ahora se puede apreciar la cantidad de material acumulado que alcanzó el centro de la ciudad, afectando a numerosas viviendas y tiendas comerciales. El material debe ser retirado con el apoyo de 100 máquinas retroexcavadoras en la ciudad y en Chañaral.

## Consecuencias del temporal

### Víctimas fatales
Al 17 de abril la cifra oficial es de 28 fallecidos y 63 desaparecidos, de los cuales 25 fallecieron en la región de Atacama.

### Damnificados
El director de la ONEMI, Ricardo Toro, ha confirmado un total de 28 000 damnificados en la región de Atacama.